# Hamar
Hamar là một thị xã và đô thị ở hạt Hedmark, Na Uy. Nó là một phần của khu vực truyền thống Hedmarken. Trung tâm hành chính của đô thị này là thị trấn của Hamar. Đô thị của Hamar được tách từ Vang là một thành phố và khu đô thị của riêng mình vào năm 1849. Vang được sáp nhập trở lại vào Hamar ngày 1 tháng 1 năm 1992.
Thị xã nằm trên bờ hồ Mjøsa, hồ lớn nhất của Na Uy, và là thành phố chính của hạt Hedmark. Nó có biên giới phía tây bắc với đô thị Ringsaker, về phía bắc của Åmot, về phía đông của Løten, và về phía nam của Stange. 